# Miika Antti-Roiko
Miika Matias Antti-Roiko (ur. 20 listopada 1988 roku w Kalajoki) – fiński sztangista, uczestnik igrzysk olimpijskich w Londynie. Medalista turniejów skandynawskich.

## Życiorys

### Informacje ogólne
Startuje w kategorii do 94 kg, wcześniej zaś brał udział w kategorii do 105 kg.
Początkowo trenował w fińskim klubie Kalajoen Junkkari, obecnie jest zawodnikiem niemieckiego Chemnitzer AC. Jego dotychczasowy rekord wynosi 358 kg w dwuboju. Ukończył służbę wojskową w Lahti.

### Turnieje krajowe i skandynawskie
Trzykrotnie zdobył medal na turniejach lokalnych (dwa złote, jeden w mistrzostwach nordyckich, jeden w mistrzostwach Finlandii oraz brązowy w Turnieju Thora w 2007 roku).

### Mistrzostwa Europy
| Rok  | Miejsce |
| ---- | ------- |
| 2008 | 19.     |
| 2009 | 23.     |
| 2011 | 10.     |
| 2012 | 13.     |
| 2013 | 9.      |
| 2014 | 6.      |

### Mistrzostwa Świata
Brał udział w Mistrzostwach Świata w 2010 roku. Zajął 33. miejsce w końcowej klasyfikacji.

### Igrzyska olimpijskie
Uczestniczył w podnoszeniu ciężarów do 94 kg na igrzyskach w Londynie. Został on powołany bardzo późno, co wywołało ogólne zdziwienie. Jego łączny wynik wyniósł 320 kg (140 kg w rwaniu i 180 kg w podrzucie). Wynik ten uplasował go na 19. miejscu w końcowej klasyfikacji generalnej.